# 堪察加副獅子魚
堪察加副獅子鱼，为輻鰭魚綱鮋形目杜父魚亞目狮子鱼科的其中一種。目前發現於西北太平洋區鄂霍次克海海域，屬深海底棲性魚類，棲息在水深33至1200公尺的海域，生活習性不明。